# Aroa Moreno Durán
Pour les articles homonymes, voir Moreno et Duran.
Aroa Moreno Durán est une écrivaine et journaliste espagnole, née à Madrid en 1981.

## Biographie
Aroa Moreno Durán étudie le journalisme à l'Université complutense de Madrid.
Son premier roman La hija del comunista (Caballo de Troya, 2017) est récompensé par le prix Ojo Crítico en 2017.
En 2022, son deuxième roman, La bajamar (Random House) reçoit le prix Grand Continent et est traduit en italien, polonais et allemand. Le livre parait en français en 2025 sous le titre Retour à Pasaia,,.
Selon le jury du prix Grand Continent, La bajamar « met en scène, à travers plusieurs générations de femmes, la question de la transmission des mémoires, des cicatrices du passé. La guerre civile, dite et non dite, hante la mémoire de ces femmes. Et sa menace est bien présente dans l’Europe d’aujourd’hui. Ce roman dit enfin un rapport à la langue, en particulier à la langue basque, singulière parmi les langues d’Europe. Il y a de l’intraduisible dans cette langue, dans ce roman. »

## Œuvres

### Poèmes
- Veinte años sin lápices nuevos (Alumbre, 2009).  (ISBN 978-84-96583-98-6).
- Jet lag (Baile del Sol, 2016).  (ISBN 978-84-16794-10-2)

### Biographies
- Frida Kahlo. Viva la vida (Difusión Centro de Publicación y Publicaciones de idiomas, 2011).  (ISBN 9788484437369).
- Lorca. La valiente alegría (2012).  (ISBN 978-84-84437-37-6).

### Romans
- La hija del comunista (Caballo de Troya 2017).  (ISBN 978-84-15451-80-8).
- La bajamar (Literatura Random House 2022).